# MAG
MAG (ранее известная под названием MAG: Massive Action Game) — онлайновый экшен с видом от первого лица, разработанный американской студией Zipper Interactive и изданный Sony Computer Entertainment эксклюзивно для PlayStation 3. MAG вышла 26 января 2010 года в Северной Америке и 29 января 2010 года в Европе.

## Оценки и мнения
| Сводный рейтинг       | Сводный рейтинг |
| Агрегатор             | Оценка          |
| --------------------- | --------------- |
| GameRankings          | 77,75 %         |
| Иноязычные издания    |                 |
| Издание               | Оценка          |
| GameSpot              | 8 / 10          |
| IGN                   | 7 / 10          |
| Русскоязычные издания |                 |
| Издание               | Оценка          |
| Absolute Games        | 69 %            |
| PlayGround.ru         | 7,3 / 10        |
| «Игромания»           | 8 / 10          |

В целом игра получила удовлетворительные отзывы. К недостаткам игры отнесли не слишком высокий уровень графики, низкий уровень спецэффектов и проблемы при подключении к игровым серверам. Но многие похвалили игру за возможность вместить на сервер до 256 игроков.